# Hectògraf

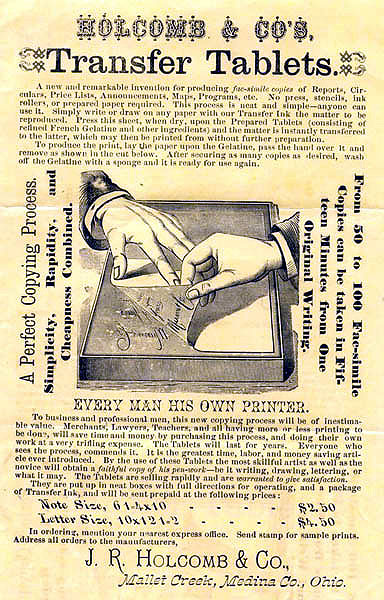
Un anunci d'un Hectògraf del.

Un hectògraf o copiador de gelatina és un aparell d'impressió, mecanitzat o manual, que permet fer còpies a partir d'un patró mestre a ser replicat, usant una làmina de gelatina, que en ser hidròfila, absorbeix tintes de base aquosa. Després en pressionar un paper damunt de la làmina, transfereix la tinta prèviament copiada del patró original.

## Ús actual
Avui dia la tecnologia de l'hectògraf ha caigut en el desús per la lentitud de la seva operació versus les tècniques modernes, d'impressió per injecció de tinta o làser. No obstant això, s'utilitza per a transferir els tatuatges i al món de l'art, en impressions d'alta qualitat del sistema anomenat fototípia (collotype en anglès), que utilitza el mateix principi de la gelatina com a suport per a la tinta, però que a més a més hi afegeix la transferència del patró original via una placa fotosensible o pintant-lo directament.
Té l'avantatge que es poden usar múltiples colors les diferents gradacions de color, donen variacions de valor i saturació reals, en comptes d'emprar punts de diferent grandària tal com es fa a les tècniques d'impressió que usen semitons (halftone). Això últim depèn del patró original, ja que si va ser imprès a l'inici per injecció de tinta convencional, es notaran els puntets de la mostra.